# Les Cahiers antispécistes
Les Cahiers antispécistes est une revue francophone publiée de 1991 à 2019. La revue a comme but de diffuser les idées antispécistes et de stimuler les débats sur la question animale. Trimestrielle durant ses premières années d'existence, sa parution est ensuite approximativement annuelle. Le numéro 43 est paru en août 2019.
Tout en s'inspirant fortement des courants philosophiques antispécistes anglo-saxons, la revue a développé une réflexion propre.
La Révolution antispéciste, paru aux Presses universitaires de France, constitue d'après le philosophe et préfacier Renan Larue « une façon de rendre justice » aux rédactrices et rédacteurs des Cahiers antispécistes dont il reprend certains articles, ceux-ci ayant pendant trente ans « pensé en marge du monde universitaire » et s'étant « souvent heurté à sa complète indifférence. »

## Historique
Cette section ne s'appuie pas, ou pas assez, sur des sources secondaires ou tertiaires indépendantes du sujet. Le texte peut contenir des analyses inexactes ou inédites de sources primaires.
Pour l'améliorer, ajoutez-en, ou placez des modèles {{Source secondaire souhaitée}} ou {{Source secondaire nécessaire}} sur les passages mal sourcés. (juin 2025)
En mai 1989, Corinne Monnet, Françoise Blanchon, « Martial », Yves Bonnardel et David Olivier publient avec des moyens artisanaux la brochure Nous ne mangeons pas de viande pour ne pas tuer d'animaux. Pour ce dernier, ce manifeste distribué à plusieurs milliers d'exemplaires a représenté à la fois son premier engagement animaliste public et a signé le début d'une époque, abolitionniste et antispéciste, dans la militance animaliste française.
Cet engagement se poursuit en 1991 avec la fondation des Cahiers antispécistes par David Olivier, avec la collaboration de Françoise Blanchon et d'Yves Bonnardel.  Après avoir rencontré Paola Cavalieri et découvert un corpus philosophique anglo-saxon inconnu en France, David Olivier a souhaité créer une revue alliant réflexion de fond et militantisme concret. Leur objectif était de promouvoir une vision rationaliste, athée, antinaturaliste, progressiste et utilitariste, tout en traduisant et publiant des textes significatifs, y compris opposés à leurs positions. Dès les années 90, Les Cahiers antispécistes présentent des traductions d'auteurs comme Peter Singer, Tom Regan, et Carol Adams.